# Le Détective affabulant
Le Détective affabulant (The Lying Detective) est le deuxième épisode de la quatrième saison de la série télévisée Sherlock diffusé pour la première fois sur BBC One et BBC One HD le 8 janvier 2017.

## Synopsis
Plusieurs semaines ont passé depuis la mort de Mary Morstan. John a sombré dans la dépression, préférant confier sa fille à des amis, et a coupé les ponts avec Sherlock, qui vit cloîtré dans son appartement et a replongé dans la drogue. Malgré son état, le détective accepte la visite d'une femme qui se présente comme la fille de Culverton Smith, millionnaire philanthrope, dont elle aurait découvert le plus sombre secret. Sherlock pense alors avoir affaire à son ennemi le plus dangereux... jusque-là. Lequel se comparera à raison à l'homonyme de Sherlock : le tueur en série américain H. H. Holmes.

## Distribution
Source et légende : version française (VF) sur RS Doublage et selon le carton du doublage français télévisuel.